# Episinus affinis
Episinus affinis är en spindelart som beskrevs av Friedrich Wilhelm Bösenberg och Embrik Strand 1906. Episinus affinis ingår i släktet Episinus och familjen klotspindlar. Inga underarter finns listade i Catalogue of Life.